# ماهان بهرام‌خان
ماهان بهرام‌خان (زاده ۲۰ آبان ۱۳۶۶، در بابل) خواننده، آهنگساز و تنظیم‌کننده اهل ایران است. ماهان از سن ۱۲ سالگی با نوازندگی پیانو پا به عرصهٔ موسیقی گذاشت و با کمک استاد پیانو خود با تئوری موسیقی آشنا شد. او موسیقی حرفه‌ای را در سال ۱۳۸۴ با آهنگ‌سازی، تنظیم و خوانندگی آغاز کرد.

## زندگی‌نامه
ماهان بهرام‌خان بعد از انتشار چند تک‌آهنگ موفق و مجموعه‌ای با نام خاطرات مرده در طی سال‌های ۱۳۸۴ تا ۱۳۸۶، اولین آلبوم رسمی و مستقل خود را با نام «من هنوز» در شهریور سال ۱۳۸۷ روانهٔ بازار کرد.
او دومین آلبوم رسمی خود با نام «۰۱:۱۱» را در آذر ماه سال ۱۳۹۳ منتشر کرد و قبل از این در طی سال‌های ۱۳۸۷ تا ۱۳۹۳ با ارائه چند آهنگ و همچنین حضور در تیتراژ دو قسمت از مجموعهٔ «شام ایرانی» فعالیت خود را ادامه داد.
ماهان فعالیت پررنگ خود را در آغاز سال ۱۳۹۴ با حضور در تیتراژ برنامهٔ تلویزیونی «ثانیه‌ها» آغاز کرد و بعد از ارائهٔ چند تک‌آهنگ، اولین کنسرت رسمی خود را در مهر ماه همین سال در سالن اریکه ایرانیان تهران برگزار کرد.
او همچنین در خرداد ۱۳۹۵ دومین اجرای خودش را این بار در سالن همایش میلاد نمایشگاه بین‌المللی تهران برگزار کرد.
ماهان بهرام‌خان فعالیت خودش را در سال ۱۳۹۵–۱۳۹۶ با ارائه چند تک‌آهنگ و همچنین انتشار آلبوم کوتاه «مایلستون» و تهیهٔ چند موزیک ویدئو برای دو قطعه از این آلبوم ادامه داد.

## آلبوم‌ها

### به همراه گروه ۰۱۱۱
- خاطرات مرده (۱۳۸۴)
- تمام نشدنی (۱۳۸۵)

### مستقل
- من هنوز … (۱۳۸۷)
- ۰۱:۱۱ (۱۳۹۳)

## تک‌آهنگ‌ها

### به همراه گروه ۰۱۱۱
- گل‌های باغچه (پاییز ۱۳۹۰)

### مستقل
- آرزو (بهار ۱۳۸۹)
- حرکت اول (تابستان ۱۳۸۹)
- لالایی (تابستان ۱۳۹۱)
- فراموشی (پاییز ۱۳۹۱)
- روزهای تلخ (پاییز ۱۳۹۱)
- چه شب خوبیه (تیتراژ برنامهٔ شام ایرانی) (بهار ۱۳۹۲)
- روزها شب‌ها (پاییز ۱۳۹۲)
- چه کار خوبی کردی (پاییز ۱۳۹۲)
- حیف (مشترک با مجتبی بهرام‌خان) (زمستان ۱۳۹۲)
- ثانیه‌ها (تیتراژ برنامهٔ ثانیه‌ها) (بهار ۱۳۹۴)
- قرار ما (بهار ۱۳۹۴)
- صدای پات (تابستان ۱۳۹۴)
- رفت و آمد (پاییز ۱۳۹۴)
- بیرون بارونه (پاییز ۱۳۹۴)
- دنیا بدون تو (زمستان ۱۳۹۴)
- بارون (با همخوانی شهرام شکوهی) (بهار ۱۳۹۵)
- ترس (زمستان ۱۳۹۵)
- آخر خط (زمستان ۱۳۹۵)
- اشتباه من (بهار ۱۳۹۶)
- گل‌های باغچه (ویدئو ورژن) (تابستان ۱۳۹۶)
- سرد بود (از مجموعهٔ مایلستون) (پاییز ۱۳۹۶)
- سردرد (از مجموعهٔ مایلستون) (پاییز ۱۳۹۶)
- چیا بهش گفتی (از مجموعهٔ مایلستون) (پاییز ۱۳۹۶)
- تا آخرش باش (از مجموعهٔ مایلستون) (زمستان ۱۳۹۶)
- چه خوبه (زمستان ۱۳۹۶)
- روان‌پریش (تابستان ۱۳۹۷)
- عشقه (زمستان ۱۳۹۷)
- جواب (بهار ۱۳۹۸)
- دنیامو برگردون (بهار ۱۳۹۸)
- استرس (تابستان ۱۳۹۸)
- بعد تو (پاییز ۱۳۹۸)
- عشق بچگیا (زمستان ۱۳۹۸)
- هر شبم تاریکه (پاییز ۱۳۹۹)
- ستاره دنباله‌دار (۱۴۰۱)

### آهنگسازی و تنظیم (برای دیگران)
- کاش بودی (مجتبی و اشکان و آرش - ۱۳۸۷)
- عشق من (DJ فرشاد و اشکان کول - ۱۳۸۸)
- برگرد (حسین، اشکان، اشکان کول - ۱۳۸۸)
- دیگه دستامو نگیر (هومن سودمند - ۱۳۸۹)
- بغض (هومن سودمند - ۱۳۸۹)
- بگو عشقم (هومن سودمند - ۱۳۸۹)
- خواب دیدم (هومن سودمند - ۱۳۸۹)
- موافق (امیر طلایی - ۱۳۹۰)
- رها شده (مجتبی و آرش - ۱۳۹۰)
- الکترون (آرش سولویست - تابستان ۱۳۹۱)
- گل‌های زرد (بهزاد آبادیان - زمستان ۱۳۹۱)
- توهم (احسان حق‌شناس - زمستان ۱۳۹۲)